# Onegai Twins
Onegai Twins (jap. おねがい☆ツインズ) – seria anime stworzona przez Yōsuke Kurodę i wyprodukowane przez Bendai Visual. Jest to dalszy ciąg serii Onegai Teacher, lecz główne role odgrywają tam zupełnie nowe osoby. Na podstawie anime powstały opowiadanie oraz jednotomowa manga.

## Fabuła
Cała fabuła krąży wokół trzech osób, Maiku, Minny i Karen. Maiku to 16-letni chłopak, który od 2 miesięcy mieszka w domu, jak mniema, swojego dzieciństwa. Gdy był małym dzieckiem został porzucony przez matkę i jako pamiątka pozostała mu tylko fotografia przedstawiająca jego samego i jego siostrę bliźniaczkę, na tle tegoż domu. Maiku nigdy jednak nie odnalazł swojej siostry. Pewnego dnia po obejrzeniu wiadomości, w których przypadkiem został pokazany dom Maiku, pojawiają się u niego dwie dziewczyny, posiadające identyczne jak jego, zdjęcia bliźniąt na tle domu. Obie utrzymują, że są owym zaginionym bliźniakiem z fotografii, przy czym niemożliwe jest stwierdzenie, która z dziewcząt to siostra, a która to „obca”. Całe 12 odcinków opowiada o wspólnym życiu całej trójki, powolnym rozwoju niekoniecznie bratersko-siostrzanych uczuć i związanych z tym dylematach.

## Bohaterowie

### Pierwszoplanowi
- Maiku Kamishiro (jap. 神城 麻郁 Kamishiro Maiku) nigdy nie zaznał rodzinnego ciepła. Porzucony przez matkę całe dzieciństwo spędził w sierocińcu i jedyną dla niego nadzieją w tych trudnych chwilach było zdjęcie z dzieciństwa, na którym znajdował się wraz ze swoją bliźniaczą siostrą. Po latach dorósł, został programistą i nic nie wskazywało na to, by miał odnaleźć swoją jedyną żyjącą krewną.
- Miina Miyafuji (jap. 宮藤 深衣奈 Miyafuji Miina) jest nadpobudliwa, lubi czasem bardzo podokuczać Maiku, jednak naprawdę coś czuje do niego, ale obawia się, że jednak może być jego siostrą.
- Karen Onodera (jap. 小野寺 樺恋 Onodera Karen) jest zazwyczaj nieśmiała, kiedy zdarzy się coś złego może nawet zemdleć. Podobnie jak dla Miiny, Maiku nie jest dla niej obojętny.

### Drugoplanowi
- Kousei Shimazaki (jap. 島崎 康生 Shimazaki Kōsei) jest jednym z najlepszych przyjaciół Maiku, sprawia wrażenie zakochanego w Maiku, jednak to tylko przykrywka, ponieważ Shimazaki kocha Tsubaki.
- Tsubaki Oribe (jap. 織部 椿 Oribe Tsubaki) jest wiceprezydentem studenckiej rady, wydaje się być zadurzona w Maiku, ale tak naprawdę kocha Shimazakiego.

## Lista odcinków
| #  | Tytuł                                                                             | Premiera             |
| -- | --------------------------------------------------------------------------------- | -------------------- |
|    |                                                                                   |                      |
| 01 | Triplets? Futago ga sannin? (双子が3人?)                                          | 15 lipca 2003        |
|    |                                                                                   |                      |
| 02 | We Might be Related Rinsetsu kamoshirenai (肉親かもしれない)                      | 22 lipca 2003        |
|    |                                                                                   |                      |
| 03 | We Might be Strangers Tanin kamoshirenai (他人かもしれない)                       | 29 lipca 2003        |
|    |                                                                                   |                      |
| 04 | Kind to You Kimi ni yasashiku (きみにやさしく)                                    | 5 sierpnia 2003      |
|    |                                                                                   |                      |
| 05 | Do You Like Girls? Onna no ko wa sukidesuka? (女の子は好きですか？)               | 19 sierpnia 2003     |
|    |                                                                                   |                      |
| 06 | Love Alliance Ren’ai doumei (恋愛同盟)                                            | 26 sierpnia 2003     |
|    |                                                                                   |                      |
| 07 | Making Memories Omoidezukuri (おもいでづくり)                                     | 2 września 2003      |
|    |                                                                                   |                      |
| 08 | Be Honest in Love Koi wa sunao ni (恋は素直に)                                    | 9 września 2003      |
|    |                                                                                   |                      |
| 09 | Don’t Leave Me Out Nukegake shinaide (ぬけがけしないで)                           | 16 września 2003     |
|    |                                                                                   |                      |
| 10 | I Want to Run Again Mou ichido hashiritai (もういちど走りたい)                    | 30 września 2003     |
|    |                                                                                   |                      |
| 11 | I Want to Tell You I Love You Anata ni suki to tsutaetai (あなたに好きと伝えたい) | 7 października 2003  |
|    |                                                                                   |                      |
| 12 | We Three Twins Sannin de tsuinzu (3人でツインズ)                                  | 14 października 2003 |
|    |                                                                                   |                      |
| 13 | The Summer Never Ends Natsu wa owara nai (夏は終わらない)                         | 23 kwietnia 2004     |
|    |                                                                                   |                      |